# Majczeu
Majczeu – miasto w Etiopii, w regionie Tigraj. Według danych szacunkowych na rok 2015 liczy 35 100 mieszkańców.